# Malik Dixon
Malik Dixon (Chicago, Illinois, 7. rujna 1975.) je bivši američki profesionalni košarkaš. Visok je 1,87 i težak 86 kg. Igrao je na poziciji razigravača. 

## Karijera
Nakon završetka sveučilišta Arkansas-Little Rock 97', pokušao se je probiti u NBA, igrajući za Utah Jazz. Nakon neuspjelog pokušaja u NBA-u, sezonu 2001./02. provodi u talijanskoj Bielli gdje je bio na prosjecima od 16.8 poena (49 % za dva, 43 % za tri, 90 % slobodna bacanja), dva skoka i 2.7 asistencija. Osim u Bielli, igrao je još za turski Galatasaray, Leche Rio i Hapoel Holon. S Hapoelom je osvojio naslov prvaka Izraela, prekinuvši tako 14-godišnju dominaciju Maccabija. Prosječno je postizao 17.3 poena (63 % šuta za dva, 42 % za tri i 86 % slobodna bacanja) uz 1.5 skokova i dvije asistencije. U ljeto 2008. prelazi u redove Zadra, a ondje ostaje do siječnja 2009. U NLB ligi je odigrao 15 utakmica, a prosječno je postizao oko 11 koševa i tri asistencije. Dixon u siječnju s bosanskohercegovačkim Partizanom potpisuje ugovor do kraja sezone. Samo 17 dana nakon što je potpisao ugovor s klubom iz Aleksandrovca, napušta klub i natrag se vraća u izraelsku ligu. Dixon je za Igokeu uspio odigrao samo jednu utakmicu i to protiv Hercegovca kada je ubacio 15 koševa. Natrag se vraća u Hapoel s kojim je osvojio pred nekoliko sezona uspio osvojiti izraelsko prvenstvo.

## Vanjske poveznice
- Profil na NBA.com
- Profil na NLB.com